# هیداش‌نمتی
هیداش‌نمتی (به مجاری:  Hidasnémeti) یک منطقهٔ مسکونی در مجارستان است که در بورشود-آبااوی-زمپلن واقع شده‌است.

## خواهرخوانده
شهر Hidas خواهرخواندهٔ هیداش‌نمتی هست.